# (2270) Yazhi
(2270) Yazhi (1980 ED) – planetoida z grupy pasa głównego asteroid okrążająca Słońce w ciągu 5,63 lat w średniej odległości 3,16 au. Odkryta 14 marca 1980 roku.